# Windows Metafile
WMF, Windows Metafile är ett vektorbaserat grafikformat för användning på Windows-plattformen. En uppdaterad version av WMF är EMF, Enhanced Metafile.